# Pieta van Dishoeck
Pieta Roberta van Dishoeck (Hilversum, 13 maggio 1972) è un'ex canottiera olandese.

## Palmarès

### Olimpiadi
- 2 medaglie:
  - 2 argenti (Sydney 2000 nel due di coppia; Sydney 2000 nell'otto)